# فلورينت مارتي
فلورينت مارتي (15 مارس 1984 في ليون) (بالإنجليزية: Florent Marty)‏ لاعب كرة قدم فرنسي يلعب حاليا لصالح نادي الدرجة الوطنية أميين في خط الوسط .

## روابط خارجية
- فلورينت مارتي على موقع رابطة كرة القدم الفرنسية للمحترفين (الإنجليزية)
- فلورينت مارتي على موقع قاعدة بيانات كرة القدم.إي يو (الإنجليزية)